# Seznam pomníků obětem první světové války v okrese Písek
Seznam pomníků obětem první světové války v okrese Písek shromažďuje fotografie a informace o pomnících obětem první světové války nacházejících se v okrese Písek. V prvním sloupci je název vesnice, ve které se pomník nachází. Následuje ilustrační fotografie, poté geografické souřadnice pomníku, autor (pokud je znám) a typ pomníku. Typy mohou být následující: pomník, socha, deska, kaple.
| Umístění       | Fotografie | Fotografická galerie                                                       | Geografické souřadnice           | Autor           | Odhalení | Popis | Typ              | Poznámky                                                             |
| -------------- | ---------- | -------------------------------------------------------------------------- | -------------------------------- | --------------- | -------- | --- | ---------------- | -------------------------------------------------------------------- |
| Bernartice     |            |                                                                            | 49°22′8″ s. š., 14°22′48″ v. d.  | Břetislav Benda | 1933     | Pomník je tvořen sochou ženy na podstavci a podélnou deskou. Žena objímá v levé ruce lipový strom a pravou se opírá o znak. Stojí na soklu, pod kterým je pamětní deska československým legionářům. Vedle navazuje podélná deska se jmény padlých. Celý objekt je umístěn na dalším soklu z kamenných kvádrů. | pomník se sochou | Obsahuje desku věnovanou československým legionářům I. světové války |
| Borečnice      |            |                                                                            | 49°21′39″ s. š., 14°8′20″ v. d.  |                 |          | NA PAMÁTKU PADLÝM VOJÍNŮM VE VÁLCE SVĚTOVÉ 1914–1918 | deska            | Pamětní deska na kapli Panny Marie na návsi                          |
| Boudy          |            |                                                                            | 49.4504056N, 14.0360333E         |                 | 1924 (?) | Pomník má podobu vysoké stély s plastickými motivy a černou deskou se jmény a medailonky padlých. Nad nimi je černá destička se znakem lva. | pomník           |                                                                      |
| Bořice         |            | Kategorie „World War I memorial in Bořice (Mirotice)“ na Wikimedia Commons | 49.4022319N, 14.0180022E         |                 | 1935     | | deska            |                                                                      |
| Bošovice       |            | Kategorie „World War I memorial in Bošovice (Čížová)“ na Wikimedia Commons | 49.3496214N, 14.0780689E         | Zburník         |          | | deska            |                                                                      |
| Božetice       |            |                                                                            | 49.4508811N, 14.4441006E         |                 |          | | pomník           |                                                                      |
| Branice        |            | Kategorie „World War I memorial (Branice)“ na Wikimedia Commons            | 49.4030172N, 14.3426206E         |                 |          | | kaple            |                                                                      |
| Březí          |            |                                                                            | 49.3101725N, 14.2567736E         |                 |          | | křížek           |                                                                      |
| Cerhonice      |            |                                                                            | 49.4185678N, 14.0560519E         |                 |          | | pomník           |                                                                      |
| Chlaponice     |            |                                                                            | 49.3345986N, 14.0739142E         |                 |          | | pomník           |                                                                      |
| Chrastiny      |            |                                                                            | 49.3274197N, 14.2135956E         |                 |          | | pomník           |                                                                      |
| Chyšky         |            | Kategorie „World War I memorials in Chyšky“ na Wikimedia Commons           | 49.5230125N, 14.4270644E         |                 |          | | pomník           |                                                                      |
| Chřešťovice    |            |                                                                            | 49°19′18″ s. š., 14°17′18″ v. d. |                 |          | | pomník           |                                                                      |
| Dobev          |            | Kategorie „World War I memorial in Dobev“ na Wikimedia Commons             | 49.2953392N, 14.0486597E         |                 |          | | pomník           |                                                                      |
| Dolní Nerestce |            | Kategorie „World War I memorial in Dolní Nerestce“ na Wikimedia Commons    | 49.5006983N, 14.0617100E         |                 |          | | pomník           |                                                                      |
| Dubí Hora      |            | Kategorie „World War I memorial in Dubí Hora“ na Wikimedia Commons         | 49.3487192N, 14.0099917E         |                 |          | | pomník           |                                                                      |
| Vojníkov       |            |                                                                            | 49°21′15″ s. š., 14°10′41″ v. d. | František Průša |          | | pomník           |                                                                      |